# Лишане Тињске
Лишане Тињске су насељено мјесто у Равним Котарима, у сјеверозападној Далмацији. Припадају граду Бенковцу, у Задарској жупанији, Република Хрватска.

## Географија
Налазе се 10 км сјеверно од Биограда и 10 км западно од Бенковца.

## Историја
Лишане Тињске су, као и остатак бенковачког краја, ушле у састав Републике Срске Крајине 1991. године, а становништво је напустило село током хрватске војне акције Олуја у августу 1995. године.

## Култура
У Лишанима Тињским се налази храм Српске православне цркве Св. Тројице из 1854. године.

## Становништво
Према попису из 1991. године, Лишане Тињске су имале 375 становника, од чега 352 Срба, 20 Хрвата, 2 Југословена и 1 осталог. Према попису становништва из 2001. године, Лишане Тињске су имале тек 15 становника. Лишане Тињске су према попису становништва из 2011. године имале 97 становника, углавном повратника.
| Националност       | 1991. | 1981. | 1971. | 1961. |
| Срби               | 352   | 328   | 393   | 461   |
| Хрвати             | 20    | 20    | 24    | 28    |
| Југословени        | 2     | 32    | 22    |       |
| остали и непознато | 1     | 13    | 1     |       |
| Укупно             | 375   | 393   | 440   | 489   |

| Демографија | Демографија | Демографија |
| Година      | Становника  | Становника  |
| ----------- | ----------- | ----------- |
| 1961.       | 489         |             |
| 1971.       | 440         |             |
| 1981.       | 393         |             |
| 1991.       | 375         |             |
| 2001.       | 15          |             |
| 2011.       |             | 97          |

## Попис 1991.
На попису становништва 1991. године, насељено место Лишане Тињске је имало 375 становника, следећег националног састава:
| Попис 1991.‍ | Попис 1991.‍ | Попис 1991.‍ | Попис 1991.‍ | Попис 1991.‍ |
| ----------- | ----------- | ----------- | ----------- | ----------- |
|             |             |             |             |             |
| Срби        | Срби        |             | 352         | 93,86%      |
| Хрвати      | Хрвати      |             | 20          | 5,33%       |
| Југословени | Југословени |             | 2           | 0,53%       |
| Грци        | Грци        |             | 1           | 0,26%       |
| укупно: 375 |             |             |             |             |

## Презимена
| - Алавања — Православци - Букарица — Православци - Длака — Православци - Вујанић — Православци - Јокић — Православци - Кабић — Православци - Ковачевић — Православци - Крекић — Православци - Лацмановић — Православци - Мандић — Православци - Мацура — Православци | - Медић — Православци - Мијовић — Православци - Митровић — Римокатолици - Остојић — Православци - Петковић — Православци - Продан — Православци - Смокровић — Православци - Суботић — Православци - Узелац — Православци - Шапоња — Православци - Шекуљица — Православци |